# Dennis Hwang
Hwang Jeong-mok (koreanska: 황정목, känd som Dennis Hwang), född 1978, är en amerikansk-sydkoreansk grafiker som för närvarande arbetar på Niantic. Han har tidigare designat logotyper för Google.